# LeBeau
LeBeau è una città fantasma degli Stati Uniti d'America della contea di Walworth nello Stato del Dakota del Sud. Si trovava sulla riva orientale del fiume Missouri, vicino alla foce del Swan Creek.
LeBeau era il capolinea di un ramo ferroviario della Minneapolis and St. Louis Railway (M&StL) costruita verso ovest nel 1907 da Conde. Per un po' di tempo, LeBeau era una "boomtown" e un importante punto di trasporto per i grandi ranch sul lato opposto del Missouri. La M&StL pianificò di continuare a costruire la sua linea verso ovest da LeBeau e iniziò a lavorare inizialmente su un ponte fluviale sul Missouri. Questi piani di espansione non si materializzarono mai, e LeBeau cadde rapidamente in declino dopo che la diretta concorrente, la Chicago, Milwaukee, St. Paul and Pacific Railroad, completò le proprie linee nella regione ad ovest del fiume. I binari della M&StL a LeBeau furono rimossi nel 1924.
Nelle estati del 1954 e del 1955, l'Università del Dakota del Sud decise di iniziare gli scavi archeologici sotto la guida del dottor Wesley Hurt. Scavarono sul grande complesso di una casetta in una terra accanto al centro storico di LeBeau. Uno degli scavatori studenteschi, Tyler Bastian, trascorse i fine settimana a scavare nei pozzi della cantina di LeBeau. Bastian continuò a frequentare il suo dottore di ricerca e divenne l'archeologo dello Stato del Maryland. LeBeau a quei tempi era situata sul ranch di Dean Boehmer.
L'ex sito della città di LeBeau è ora sotto le acque del lago Oahe.